# Пшибраново
Пшибраново (пол. Przybranowo) — село в Польщі, у гміні Александрув-Куявський Александровського повіту Куявсько-Поморського воєводства.
Населення — 626 осіб (2011).
У 1975-1998 роках село належало до Влоцлавського воєводства.

## Демографія
Демографічна структура станом на 31 березня 2011 року:
|          | Загалом | Допрацездатний вік | Працездатний вік | Постпрацездатний вік |
| -------- | ------- | ------------------ | ---------------- | -------------------- |
| Чоловіки | 312     | 75                 | 208              | 29                   |
| Жінки    | 314     | 64                 | 185              | 65                   |
| Разом    | 626     | 139                | 393              | 94                   |